# لی بو
لی بو (انگلیسی: Li Bo؛ زادهٔ ۲۷ ژوئن ۱۹۷۰) تیرانداز اهل چین بود. وی در بازی‌های المپیک تابستانی ۱۹۹۶ و ۲۰۰۰ حضور داشته‌است.